# Paracalyx microphyllus
Paracalyx microphyllus är en ärtväxtart som först beskrevs av Emilio Chiovenda, och fick sitt nu gällande namn av Syed Irtifaq Ali. Paracalyx microphyllus ingår i släktet Paracalyx och familjen ärtväxter. Inga underarter finns listade i Catalogue of Life.